# La Tuna
La Tuna fou una masia del terme municipal de Castellcir, a la comarca catalana del Moianès.
Les seves restes, perfectament visibles al costat nord del camí i fins i tot a través dels ortofotomapes, són al centre del municipi, al nord del Carrer de l'Amargura i al sud de la Penyora. Són a la dreta del torrent de Sauva Negra, a prop i al nord-oest de la Font de la Tuna i al nord-est del Pas de la Tuna, topònims que prenen el nom de l'antiga masia.
S'hi accedeix des de Ca l'Antoja pel camí que remunta per la riba dreta la riera de Castellcir, passant a prop de la Torrassa dels Moros. Les restes són a sota i al sud-est de la urbanització de la Penyora.

## Cartografia
- Cingles de Bertí i de Gallifa [Document cartogràfic] : Gallifa, Vall de S. Miquel, Sots Feréstecs, Sot del Bac, Vall de Neu, Castell Cir, Sauva Negra: mapa topográfico excursionista: topografía procedente del mapa nacional del Instituto Geográfico y Catastral, de otros centros y observaciones directas por el equipo técnico d'editorial Alpina / cartografía: A. Bescós; cartografía complementaria y res.tecn. X. Coll. Granollers: Editorial Alpina, 1986. ISBN 84-7011-033-0.